# Explosión de Madrid de 2021
La explosión de Madrid de 2021 ocurrió el miércoles 20 de enero de ese año, cuando una fuga de gas natural provocó el estallido de un edificio situado en el número 98 de la calle de Toledo, Madrid, España. Murieron cuatro personas y once resultaron heridas.

## Explosión
La tubería que suministra el gas a los vecinos de la calle Toledo sufrió una avería y la válvula de la acometida se soltó a la altura del número 98, bajo la acera. Ese escape se fue filtrando al interior del edificio parroquial de la Virgen de la Paloma y unos minutos antes de las tres de la tarde, las plantas superiores explotaron. Murieron dos personas que se encontraban en ese momento en la planta cuarta, siguiendo el rastro de un extraño olor a gas que habían detectado minutos antes. Ninguna de las calderas explotó, descartando así por completo la posibilidad de un origen distinto. Fue el gas procedente de la calle el que se almacenó en el interior sin que la compañía interviniera para advertir de la fuga en sus canales. Hubo una segunda explosión también a consecuencia del gas almacenado. El estallido se pudo escuchar a varios kilómetros a la redonda, y causó que ventanas y puertas de todo el barrio de La Latina vibrasen. Como resultado, las cuatro plantas superiores del edificio quedaron prácticamente inservibles y los edificios colindantes con diversos daños en las fachadas y grietas en el interior. Cuatro personas murieron en la explosión: un trabajador de 35 años que salió despedido por la ventana, dos transeúntes, de 45 y 46 años, y un sacerdote de 36 años que falleció en el hospital a causa de las heridas. Otras diez personas resultaron heridas. Poco después, los vecinos de la calle Toledo bajaron a la vía pública a retirar cascotes y ayudar a los heridos.
Los vecinos afirmaron que sonó como una bomba y que la calle parecía «un escenario de guerra».[cita requerida] Una escuela colindante y un hogar de ancianos también se vieron afectados por la explosión. Por las fuertes nevadas, los niños del colegio adyacente al edificio se encontraban en clase y no en el patio, que acabó lleno de escombros y donde podrían haberse producido más víctimas mortales. Debido a la explosión la calle Toledo fue cortada desde la puerta de Toledo hasta la plaza de la Cebada durante varios días. 
Los bomberos del Ayuntamiento entraron la mañana siguiente al edificio afectado para revisar su estructura y reanudar las labores de saneado, después de una primera inspección realizada la noche anterior. La demolición controlada de las plantas superiores del edificio siniestrado comenzaron el día siguiente.